# アダーボア
アダーボア（Candoia aspera）は、ボア科ナンヨウボア属に分類されるヘビ。別名キメアラナンヨウボア、バイパーボア。

## 分布
インドネシア（ニューギニア島）、ソロモン諸島、パプアニューギニア

## 形態
最大全長100cmとナンヨウボア属最小種。体形は太短い。体色は背面は黒、灰色、褐色、赤、黄色で黒い斑紋が入り、腹面は黄色を帯びる。種小名 aspera は「粗い、ざらざらした」の意で、名前の通り鱗には隆起（キール）がある。
体形やナンヨウボア属共通の形態である三角形の頭部が、同所に分布する別科のデスアダー属、分布の異なるヘビではアフリカアダー属やヒメハブ等に類似していることが和名や英名の由来（adder、viper＝毒ヘビ）となっている。これらは環境による収斂、もしくは毒蛇への擬態と考えられている。

## 生態
熱帯雨林や果樹園に生息する。地表棲。動作は緩怠であまり動き回ることはなく、地面に空いた穴の中でじっとしていることが多い。
食性は動物食で、カエル、小型爬虫類、小型哺乳類等を食べる。野生では主にカエルを食べる。
繁殖形態は卵胎生。

## 人間との関係
生息地では毒蛇に間違われ、人間に駆除されることもある。
ペットとしても飼育されることもあり、日本にも輸入されている。野生個体、繁殖個体ともに流通し、赤や黄色味が強い個体は高値で取引される。性格は神経質で荒く、執拗に噛みついてくる個体が多い。乾燥に非常に弱く、また少食で餌付きにくいことから飼育しやすいヘビとはいえない。